# Damson Idris
Adamson Alade-Bo "Damson" Idris (Peckham, 2 de setembro de 1991) é um ator britânico. Ele é mais conhecido por estrelar a série de drama criminal de John Singleton, "Snowfall", que estreou em 5 de julho de 2017 na FX e foi finalizado em 2023 após seis temporadas. Ele também interpretou o coprotagonista no filme de ação e ficção científica da Netflix de 2021, "Outside the Wire".